# Marco Rizzo (hockeista su ghiaccio)
Marco Rizzo (Milano, 26 agosto 1982) è un ex hockeista su ghiaccio italiano.

## Biografia
Nato a Milano, fa le giovanili con l'AS Mastini Varese, con cui ha disputato una stagione (1999-2000) in massima serie e una in seconda. Ha poi vestito per due stagioni la maglia del Torino, prima di fermarsi per cinque anni. Nel 2009 si è accasato ai Varese Killer Bees, nella quarta lega svizzera; la squadra venne promossa e rimase coi varesini in terza serie fino al 2017.
Ha fatto ritorno al Varese per la stagione 2017-2018, nella seconda serie italiana.
Con la nazionale italiana ha giocato 5 incontri.